# Перемычка (архитектура)
Перемычка — конструктивный элемент, применяемый для перекрытия дверных, оконных проёмов в стене и воспринимающий нагрузку от вышерасположенной конструкции. Изготовляется из железобетона, металла, дерева или кирпича. Декоративно может украшаться сандриком.

#### Назначение перемычек
Перемычки железобетонные широко используют в строительных работах:
•    для покрытия оконных и дверных проемов в постройках блочного типа;
•    для распределения вертикальной нагрузки от участка стены и панели перекрытия в несущих стенах над частью проема.
За счет перемычек создается опора на края оконного или дверного проема. Изделия железобетонные применяются в строениях, выполненных из кирпича, природного или искусственного камня, бетона, пенобетона.

##### Виды перемычек
Основное разделение перемычек железобетонных осуществляется по несущим и ненесущим способностям:
•    несущий тип изделия способен вынести нагрузку от выше расположенных перекрытий, а также массу кладки над проёмом;
•    ненесущий тип изделия несет нагрузку исключительно своего веса и участков кладки, которая расположена над проёмом.
Перемычки железобетонные производятся различных видов:
1. Брусковый вид (ПБ) – наиболее используемые изделия в строительной сфере. Изделия используют в несущих (под нагрузку 2000, 2700, 3700, 5200 кН/м) и ненесущих (под нагрузку 100, 200, 300, 400 и 800 кН/м) конструкциях. Продукцию применяют в кирпичных строениях, зданиях из керамического камня, мелкоблочных конструкциях. Для изготовления брускового вида перемычек используется тяжелый бетон (плотность не менее 2000 кг/м3) класса В15. Мощность нагрузки составляет от 100 до 3700 кгс/м.
2. Балочный вид (ПГ) представляет собой г-образное изделие, дополненное особым выступом. Благодаря выступу происходит надёжный упор изделия на основу. Несущие свойства вида основаны на сочетании действия плит и балок. Известен односторонний и двусторонний вид изделия. Продукция выпускается из тяжелого бетона (не ниже М150) и армирующей сетки, поэтому на неё можно возлагать нагрузки от 800 кг/см до 2600 кг/см.
3. Плиточный вид (ПП) применяется с целью образования крепкой арки над оконными и дверными проемами. Этот тип продукции представляет собой объединение нескольких перемычек балочных. Изделия соединены между собой с помощью арматурных петель.
4. Фасадный вид (ПФ) предназначен для использования в проёмах с четвертями. Изделия монтируются таким образом, что часть выходит за внешнюю часть строения.
5. Ригель – перемычка, имеющая большие параметры. Изделие дополнено специально полкой, которая используется для опоры всей конструкции.
6. Карандаш относится к ненесущему виду изделия. Перемычка тонкая, предназначена для устройства дверного проема.

Систематизация железобетонных перемычек начинается с буквенного обозначения вида: ПБ – перемычка брусковая, ПП – перемычка плиточная, ПБ – перемычка балочная.
Далее цифры обозначают размер поперечного сечения, длину изделия в дециметрах, затем – расчётная нагрузка, которая допустима в определённом типе изделия.

## История
Во время использования окон и дверей в зданиях, построенных из кирпичей или камней, люди обратили внимание, что стена, находящаяся над проёмом окна или двери проседает, а в отдельных случаях и обваливается. Для этого стала применяться простая конструкция из деревянной балки, во избежание проседания.